# 打下古墳
打下古墳（うちおろしこふん）は、滋賀県高島市勝野にある古墳である。

## 概要
琵琶湖西岸の中央付近、明神崎の北麓に日吉神社が鎮座するが、2001年11月7日に神社背後の山腹で行われた上水道配水施設の工事中、頭骨など良好に残存した石棺が発見された。発見時は事件性が疑われ、警察に通報されたが、かなり古い時代のものという鑑定で、のちに発掘調査に切り替わったという経緯がある。箱型の石棺は内部が朱に塗られ、鉄刀、鉄剣、鹿角装身具が納められ、棺外には鉄鏃一束(10本程度)が発見されている。鉄鏃の型式より古墳時代中期、5世紀前半頃の古墳と推定されている。なお、墳墓自体は原型をとどめておらず、古墳型は不明である。発掘調査後、配水施設を当初計画位置からずらし、古墳の保全整備が行われた、日吉神社裏から配水施設までは舗装路が通じており、古墳見学時も利用できる。古墳名称は麓の集落名の打下(うちおろし)から取られた。

## 埋葬施設
石室はなく、箱型石棺が直接埋葬され、これは日本海沿岸の丹後地方に多く見受けられる埋葬方法であり、地域間の交流があった可能性も考えられている。石棺は内寸で長さ205cm、最大幅42cm、高さ30cmであり、石棺の内面には赤色顔料のベンガラが塗られており、遺骨の周辺からは水銀朱も検出されている。日本は酸性土壌のため、古代の人骨は残りにくく、遺跡から人骨が発見されることは、あまりないが、2010年初夏、滋賀県大津市の宇佐山古墳群の13号墳からも、赤色顔料が塗布された頭蓋骨が残存した箱式石棺（古墳時代中期前半）が発見されている。

## 被葬者
石棺内に残っていた被葬者の遺骨から、身長155cm前後と小柄、年齢が40～60歳前後の男性と推定されている。京都大学の片山一道教授の監修のもと、頭蓋骨から復顔を実施、偏平な顔立ちの中年男性が浮かび上がった。墳墓からは江若国境の山々、眼下の街道、奥琵琶湖の展望が良く、陸路と湖上の交通要衝の地を支配していた豪族であったと推定されている。